# Salavan (Stadt)
Salavan, auch Saravane oder Saravan, laotisch ສາລະວັນ, ist die größte Stadt und die Hauptstadt der Provinz Salavan im Süden von Laos.

## Lage und Verkehr
Salavan liegt am Fluss Xedon, 125 Kilometer von Pakse entfernt im Süden von Laos und ist umgeben von Wald.
Salavan besitzt einen Provinzflughafen und ist über die Nationalstraßen 15 (aus Napong) und 20 (aus Pakse und Paksong) zu erreichen. In Salavan befindet sich eine Brücke über den Xedon. Innerhalb der Stadt verkehren zahlreiche Mopeds und Autos.

## Administrative Gliederung
In der Verwaltungsgliederung von Laos gibt es keine Stadt Salavan, sondern den Distrikt Salavan, der neben der inoffiziellen Stadt Salavan auch die umliegenden, nicht-urbanen Gebiete umfasst. Der Distrikt Salavan unterteilt sich wiederum vollständig in Dörfer.

## Kultur
Die Kultur Salavans ist geprägt von Tiefland-Laoten – der Mehrheit der Bevölkerung in Laos, anderen Ethnien und von der französischen Kolonialzeit. Entsprechend wird in der Stadt am meisten Laotisch gesprochen; nur eine Minderheit spricht noch Französisch.

## Persönlichkeiten
- Khampane Douangvilay (* 2004), Fußballspieler

## Wirtschaft und Infrastruktur
Salavan ist zwar die größte Stadt der Provinz, liegt jedoch abseits der wichtigsten Handelsroute. Durchquert wird die Stadt von der Nationalstraße 15.

## Bildung
In Salavan gibt es mehrere Schulen.